# 巴纳萨克
巴纳萨克（法語：Banassac，法語發音：[banasak]）是法国洛泽尔省的一个市镇，属于芒德区。2016年，巴纳萨克与市镇卡尼亚克合并为新市镇巴纳萨克-卡尼亚克。

## 地理
巴纳萨克（44°26'10"N, 3°12'0"E）面积17.41 平方千米，位于法国奧克西塔尼大區洛泽尔省，该省份为法国南部内陆省份，北起上盧瓦爾省和康塔爾省，西接阿韦龙省，南至加尔省，东临阿尔代什省。
与巴纳萨克接壤的市镇（或旧市镇、城区）包括：圣日耳曼迪泰伊、拉卡努尔格、圣萨蒂南、拉蒂约勒、卡尼亚克、圣皮埃尔德诺加雷。

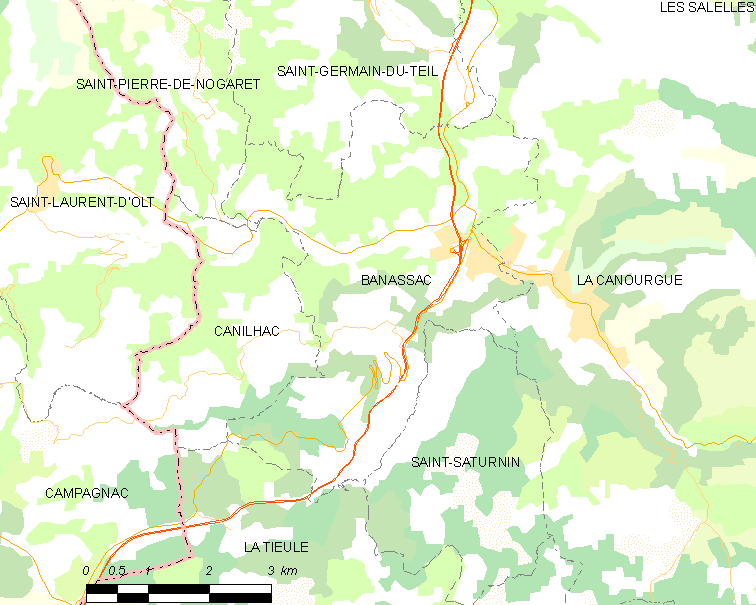
巴纳萨克的OSM定位图

巴纳萨克的时区为UTC+01:00、UTC+02:00（夏令时）。

## 行政
巴纳萨克的邮政编码为48500，INSEE市镇编码为48017。

## 政治
巴纳萨克所属的省级选区为拉卡努尔格县。

## 人口

1962-2008年间巴纳萨克人口变化图示

巴纳萨克于2013时的人口数量为872人。